# (18151) Licchelli
(18151) Licchelli est un astéroïde de la ceinture principale.

## Description
(18151) Licchelli est un astéroïde de la ceinture principale. Il fut découvert le 29 juillet 2000 à la station Anderson Mesa par le programme LONEOS. Il présente une orbite caractérisée par un demi-grand axe de 3,11 UA, une excentricité de 0,32 et une inclinaison de 2,4° par rapport à l'écliptique.

## Compléments